# Depression (Astronomie)
Depression in der Astronomie bezeichnet die negative Höhe eines Gestirns, das unter dem Horizont steht, also die unter den Horizont fortgesetzte Verlängerung seines Höhenkreises. So hat z. B. ein Stern, der 20° unter dem Horizont steht, demnach eine Depression von 20°.